# Trichaeta diplaga
Trichaeta diplaga är en fjärilsart som beskrevs av George Francis Hampson 1898. Trichaeta diplaga ingår i släktet Trichaeta och familjen björnspinnare. Inga underarter finns listade i Catalogue of Life.